# U-284
Unterseeboot 284 foi um submarino alemão do Tipo VIIC, pertencente a Kriegsmarine que atuou durante a Segunda Guerra Mundial.

## Comandantes
| Comandante           | Data                                         |
| -------------------- | -------------------------------------------- |
| Oblt. Günther Scholz | 14 de abril de 1943 - 21 de dezembro de 1943 |

## Subordinação
Durante o seu tempo de serviço, esteve subordinado às seguintes flotilhas:
| Período                                        | Flotilha                                  |
| ---------------------------------------------- | ----------------------------------------- |
| 14 de abril de 1943 - 31 de outubro de 1943    | 8. Unterseebootsflottille (treinamento)   |
| 1 de novembro de 1943 - 21 de dezembro de 1943 | 9. Unterseebootsflottille (serviço ativo) |

## Operações conjuntas de ataque
O U-284 participou das seguinte operações de ataque combinado durante a sua carreira:
- Rudeltaktik Coronel 1 (14 de dezembro de 1943 - 17 de dezembro de 1943)